# Cystodiaceae
Ver Pteridophyta para una introducción a las plantas vasculares sin semilla
Las cistodiáceas (nombre científico Cystodiaceae) con su único género Cystodium, son una familia de helechos del orden Polypodiales, que en la moderna clasificación de Christenhusz et al. 2011 tiene una única especie: Cystodium sorbifolium (Sm.) J.Sm. que es originaria de Borneo y Papúa Nueva Guinea.

## Taxonomía
Introducción teórica en Taxonomía
La clasificación más actualizada es la de Christenhusz et al. 2011 (basada en Smith et al. 2006, 2008); que también provee una secuencia lineal de las licofitas y monilofitas.
- Familia 28. Cystodiaceae J.R.Croft, Kew Bull. 41: 797 (1986).

1 género (Cystodium). Referencias: Croft (1986), Korall et al.  (2006b), Lehtonen  et al. (2010).

### ClasificaciónsensuSmithet al.2006
Smith et al. (2006) no reconocía a la familia y ubicaba a su único género Cystodium en las lindsaeáceas.
Ubicación taxonómica:
Plantae (clado), Viridiplantae, Streptophyta, Streptophytina, Embryophyta, Tracheophyta, Euphyllophyta, Monilophyta, Clase Polypodiopsida, Orden Polypodiales, Familia Lindsaeaceae, género Cystodium.

## Caracteres
Con las características de Pteridophyta.